# Zachari Bakradze
Zachariasz (Shakro) Bakradze, gruz. ზაქარია (შაქრო) ბაქრაძე, ros. Захарий Дмитриевич Бакрадзе, inne formy imienia: Zacharyj, Zakaria (ur. 10 października?/22 października 1868 w Tyflisie, zm. 3 grudnia 1938 w Bydgoszczy) – gruziński oficer kontraktowy, generał brygady Wojska Polskiego II Rzeczypospolitej.

## Pochodzenie i rodzina
Pochodził z rodowej szlachty tyfliskiej, ojciec Dymitr (1826–1890), historyk i akademik był znanym działaczem gruzińskim. Żonaty z córką kapitana armii rosyjskiej Anną Nikołajewną Amaszukieli. Mieli dwie córki: Natalię ur. 10 czerwca 1903 roku i Kirę ur. 10 lutego 1910 roku. Rodzina pozostała jednak w Gruzji i dlatego prawdopodobnie – dla zapewnienia jej bezpieczeństwa – fikcyjnie rozwiódł się z żoną.

## Służba w armii rosyjskiej
Na służbę wojskową wstąpił jako kadet Tyflijskiego Korpusu Kadetów, 7 lipca 1890 roku do 13 Lejb-Grenadierskiego Erywańskiego Pułku Jego Cesarskiej Wysokości, jako szeregowiec na prawach jednorocznego ochotnika. Dalszą naukę – junkierski kurs II stopnia – pobierał w moskiewskiej Wojskowej Szkole Piechoty.
Po ukończeniu jej, już jako podporucznik rozpoczął 8 sierpnia 1894 roku służbę w 10 Wschodniosyberyjskim Pułku Strzelców. Następnie 6 czerwca 1898 roku został przeniesiony do 12 Wschodniosyberyjskiego Pułku Strzelców stacjonującego wówczas w Port Artur, gdzie dowodził 1 kompanią. Od 29 maja do 12 listopada 1900 roku brał udział w walkach z Chińczykami – był wówczas ranny w nogę pod Liaoyang. Od 1 maja 1901 służył w 9 Wschodniosyberyjskim Pułku Strzelców, który początkowo stacjonował również w Port Artur. Tam najpierw dowodził pododdziałem konno-myśliwskim a od 28 stycznia 1904 – już we Władywostoku 3 kompanią strzelców. Brał wówczas udział w wojnie rosyjsko-japońskiej od 27 stycznia do 2 października 1905 roku, był wówczas kontuzjowany. 1 grudnia 1905 roku został dowódcą 1 kompanii karabinów maszynowych w 3 Wschodnio-Syberyjskiej Dywizji Strzelców. Z tego stanowiska odszedł na kurs dla kapitanów piechoty w Oficerskiej Szkole Strzeleckiej w Orenburgu, po ukończeniu którego 6 lutego 1907 roku wrócił do 9 Wschodniosyberyjskiego Pułku Strzelców, by objąć początkowo dowództwo nad pododdziałem karabinów maszynowych, następnie od 10 kwietnia tegoż roku, nad 13 kompanią strzelców. Od 13 lipca 1908 roku dowodził już IV baonem tego pułku. Od 21 maja 1912 do 4 stycznia 1913 roku był przewodniczącym pułkowego sądu. W okresie od 1 marca 1913 do 3 maja 1914 roku pełnił obowiązki szefa oddziałów gospodarczych. W maju 1914 roku został przeniesiony do 54 Mińskiego Pułku Piechoty Jego Wysokości Cara Bułgarii.
Podczas I wojny światowej dostał się do niewoli austriackiej. Po powrocie do kraju 12 kwietnia 1918 roku został zwolniony ze służby, a w maju 1918 roku po przyjeździe do Moskwy – przez Petersburg – starał się o emeryturę. Podczas pobytu w Moskwie – co najmniej do 31 października 1918 roku – mieszkał na ulicy 1-ej Mieszczańskiej nr 47 pod numerem 19.

## Służba w armii gruzińskiej
Prawdopodobnie na początku 1919 roku przedostał się do Gruzji, gdzie dowodził większymi zgrupowaniami wojska republiki. Tam dosłużył się stopnia generała lejtnanta. Uczestniczył m.in. w obronie Gruzji przed bolszewikami w lutym i marcu 1921 roku. Po upadku republiki, udał się na emigrację do Turcji.

## Służba w Wojsku Polskim
Bakradze do Polski przybył w listopadzie 1922 roku. Jako hospitant – od listopada 1922 do 13 lutego 1923 roku – uczestniczył w III turnusie kursu dla dowódców pułku w Doświadczalnym Centrum Wyszkolenia Armii w Rembertowie. Od 15 lutego do 1 sierpnia 1923 roku - także jako hospitant - uczęszczał na kurs dowódców piechoty i artylerii w Centralnej Szkole Strzeleckiej w Toruniu. Następnie przebywał na kontrakcie od 22 września 1923 do września 1926 roku w Obozie Szkolnym Artylerii. Po odbyciu niezbędnej praktyki, prawdopodobnie we wrześniu 1926 roku do 30 czerwca 1931 roku służył w 15 DP, gdzie po pewnym czasie pełnił obowiązki dowódcy piechoty dywizyjnej. Po krótkim okresie pozostawania w dyspozycji dowódcy O.K. VIII, został zwolniony z WP w wyniku nieodnowienia kontraktu. Po przejściu na emeryturę nadal mieszkał w Bydgoszczy. W Księdze Adresowej miasta Bydgoszczy rocznik 36/37 widnieje zapis Bakharadze Aleks, gen. bryg.zam. Chodkiewicza 16/4.
Zmarł tragicznie na skutek odniesionych w wypadku samochodowym ran wewnętrznych – jadąc rowerem został najechany przez furgon pocztowy w pobliżu Placu Teatralnego w Bydgoszczy – w Szpitalu Miejskim w sobotę 3 grudnia 1938 roku. Pochowany trzy dni później po mszy prawosławnej na cmentarzu wojskowym przy ulicy 3 Maja w Bydgoszczy. Po wojnie cmentarz zlikwidowano, groby zostały przeniesione na cmentarz przy ul. Kcyńskiej w Bydgoszczy.

## Odznaczenia
Za wojenne zasługi odznaczony rosyjskimi orderami:
- Św. Władysława 4 stopnia (dalej st.) z mieczami i kokardą,
- Św. Anny 2 st. z mieczami,
- Św. Stanisława 2 st. z mieczami,
- Św. Anny 3 st. z mieczami i kokardą,
- Św. Stanisława 3 st. z mieczami i kokardą,
- Św. Władymira 3 st. z mieczami 11.02.1915 r.,
- Św. Jerzego 4 st. 24.04.1915 r.,
- Św. Jerzego 3 st. 3.11.1915 r.[13].

## Kariera
- podoficer – 21.03.1892;
- ppor. – 8.08.1894;
- por. – 1.08.1899 ze starszeństwem z 8.08.1898;
- sztabs-kapitan – 1.08.1903 ze starszeństwem z 8.08.1902;
- kpt. – 11.03.1905 ze starszeństwem z 19.07.1904;
- ppłk – 26.02.1912[14];
- płk – 31.10.1914 ze starszeństwem z 16.08.1914[15];
- gen. brygady (Wojsko Polskie II Rzeczypospolitej)[potrzebny przypis].